# Termitomyces schimperi
Termitomyces schimperi är en svampart som först beskrevs av Narcisse Theophile Patouillard, och fick sitt nu gällande namn av Roger Heim 1942. Termitomyces schimperi ingår i släktet Termitomyces och familjen Lyophyllaceae.   Inga underarter finns listade i Catalogue of Life.